# Mark Charles
Mark R. Charles és un activista, conferenciant, assessor en afers amerindis, periodista, blogger, pastor i programador amerindi. És un candidat independent a la presidència dels Estats Units de 2020.

## Biografia
Charles, fill de pare navaho i mare estatunidenc d'origen holandès, va criar-se a Gallup (Nou Mèxic). És graduat de la UCLA.
Charles és conegut pel seu activisme denunciant la doctrina del descobriment i la seva oposició a l'oleoducte Dakota. Va ser pastor al Centre Cristià Indi a Denver (Colorado).
És assessora del Calvin Institute of Christian Worship, així com el corresponsal a Washington DC del Native News Online. Des del 2008, ha escrit el blog Wirelesshogan: Reflections from the Hogan.
El maig de 2019, Charles va anunciar en un vídeo al YouTube que es presentava a president dels Estats Units com a independents a les eleccions de 2020.